# Elymus colorans
Elymus colorans är en gräsart som först beskrevs av Aleksandre Melderis, och fick sitt nu gällande namn av Áskell Löve. Elymus colorans ingår i släktet elmar, och familjen gräs. Inga underarter finns listade i Catalogue of Life.